# Christian Atsu
Christian Atsu Twasam (Ada Foah, región Gran Acra, 10 de enero de 1992-Antioquía, región del Mediterráneo, 6 de febrero de 2023) fue un futbolista ghanés que jugaba como centrocampista en el Hatayspor hasta su fallecimiento por el terremoto de Turquía y Siria de 2023.

## Trayectoria

### F. C. Oporto
Christian Atsu llegó al F. C. Oporto a la edad de diecisiete años donde hizo todos los procesos formativos. El 14 de mayo de 2011 fue convocado por André Villas-Boas para un partido de primera división ante Club Sport Marítimo, pero permaneció en el banquillo sin jugar en todo el encuentro.
Regresó al F. C. Oporto para la temporada 2012-13. Logró disputar un total de veintiocho partidos y anotó un gol. Salió del equipo tras ser traspasado al Chelsea Football Club de la Premier League por 40 000 000 € y un contrato de cinco años.

#### Cesión a Rio Ave
Para la temporada 2011-12 fue cedido junto al brasileño Kelvin Mateus de Oliveira al Rio Ave Futebol Clube. Su debut se dio el 28 de agosto de 2011 en una derrota 0-1 ante Sporting Clube Olhanense. El 16 de diciembre de 2011 anotó un gol frente al S. L. Benfica, aunque su equipo terminó perdiendo por cinco goles a uno. Durante su etapa en el club, logró jugar treinta partidos y anotó seis goles.

### Chelsea F. C.
El 1 de septiembre de 2013 acordó unirse al Chelsea Football Club en un contrato de cinco años, por una cantidad de £ 3,5 millones, siendo inmediatamente cedido al club neerlandés Vitesse Arnhem, para el resto de la temporada 2013-14.

#### Cesión al Vitesse
El 6 de octubre de 2013 hizo su debut contra Feyenoord, sustituyendo a Kazaishvili a los 77 minutos de partido. Luego pasó a ofrecer un buen año para ayudar a Mike Havenaar en la delantera del club. El 19 de octubre, Atsu hizo su primera anotación contra el S. C. Heerenveen, que terminó en una victoria 3-2 para el Vitesse. El 9 de noviembre convirtió un penal para su primer gol desde esta distancia, contra el F. C. Utrecht, en el partido que terminó en una victoria 3-1 para el Vitesse.
En total, jugó 30 partidos y marcó 5 goles. Contribuyó para el equipo neerlandés, ya que terminó sexto en la liga y calificado para los play offs.

#### Cesión al Everton

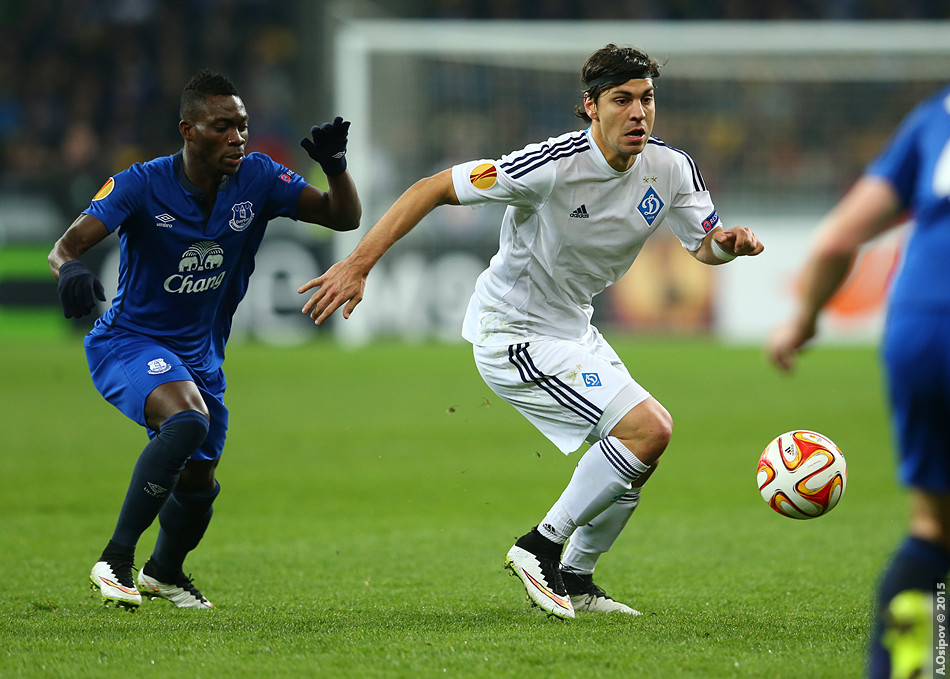
Atsu (izquierda) jugando con el Everton la Europa League contra el Dinamo de Kiev el 19 de marzo de 2015.

El 13 de agosto de 2014 se unió al Everton F. C. de la Premier League en préstamo hasta el final de la temporada 2014-15. Él hizo su primera aparición para el club 10 días después, viniendo a como un sustituto en el minuto 85 para Kevin Mirallas en un empate 2-2 con el Arsenal F. C. en Goodison Park. El 21 de septiembre hizo su primera apertura en la liga contra Crystal Palace, partido que terminó en una derrota por 2-3 en casa. 
Después de su ausencia debido a la Copa Africana de Naciones, Atsu regresó a la alineación de Everton el 19 de febrero el año 2015 en un partido de la Liga Europa contra el BSC Young Boys, jugando los últimos cinco minutos después de sustituir al autor de tres goles, Romelu Lukaku, y también salió de la banca tres días más tarde para establecer un empate 2-2 en casa al Leicester City. El 15 de marzo de 2015, en el partido contra el Newcastle United, que salió de la banca con 5 minutos para el final, y los exámenes a que un año más para ayudar a su compañero sustituto Ross Barkley para el tercer gol de Everton de una victoria por 3-0 en casa. Después del impacto de Atsu como sustituto en los últimos minutos, fue elegido para iniciar la segunda etapa de una ronda de la Europa League fuera de casa ante el Dynamo de Kiev el 19 de marzo, con el Everton ganando 2-1 en la ida. Su equipo fue eliminado después de perder 5-2, jugando él 65 minutos, y esa fue su primera aparición como titular con el Everton.

#### Cesión al Bournemouth
El 29 de mayo de 2015, Atsu fue cedido al recién ascendido equipo de la Premier League Bournemouth para la próxima temporada, con el director ejecutivo del club Neill Blake llamando el acuerdo "un duro golpe." Hizo su debut el 25 de agosto en la segunda ronda de la Copa de la Liga, a partir de una victoria por 4-0 ante el Hartlepool United. También apareció en la victoria de la siguiente ronda ante el Preston North End. Sin embargo, apenas tenía minutos en la competición doméstica, y fue cancelado su préstamo por el Chelsea el 1 de enero de 2016.

#### Cesión al Málaga
El 24 de enero de 2016 dio una entrevista con el Servicio Mundial de la BBC en el que dejó entrever que el Chelsea lo trasladaría al Levante U. D. Al día siguiente, se confirmó que iba a ser trasladado finalmente al Málaga C. F., también de la Liga BBVA de España en calidad de préstamo. Debutó el 30 de enero ante la S. D. Eibar en una victoria por 1-2, y su primer gol llegó una semana después en la goleada en casa por 3-0 ante el Getafe C. F.

## Selección nacional
Christian Atsu fue internacional con la selección de fútbol de Ghana en sesenta y dos ocasiones y anotó diez goles con ella. Atsu recibió su primera convocatoria a la selección ghanesa para un encuentro ante la selección de fútbol de Lesoto de la clasificación para el Mundial de 2014, en ese partido anotó su primer gol internacional.
El 12 de mayo de 2014 el entrenador de la selección de Ghana, Akwasi Appiah, incluyó a Atsu en la lista preliminar de 26 jugadores preseleccionados para la Copa Mundial de Fútbol de 2014. Semanas después, el 1 de junio, fue ratificado en la lista final de 23 jugadores que viajaron a Brasil.

### Participaciones en Copas del Mundo
| Copa              | Sede   | Resultado    | Partidos | Goles |
| ----------------- | ------ | ------------ | -------- | ----- |
| Copa Mundial 2014 | Brasil | Primera fase | 3        | 0     |

### Participaciones en Copa Africana de Naciones
| Copa                           | Sede              | Resultado        | Partidos | Goles |
| ------------------------------ | ----------------- | ---------------- | -------- | ----- |
| Copa Africana de Naciones 2013 | Sudáfrica         | Cuarto lugar     | 6        | 1     |
| Copa Africana de Naciones 2015 | Guinea Ecuatorial | Subcampeón       | 6        | 2     |
| Copa Africana de Naciones 2017 | Gabón             | Cuarto lugar     | 6        | 0     |
| Copa Africana de Naciones 2019 | Egipto            | Octavos de final | 2        | 0     |

### Goles internacionales
| Goles internacionales | Goles internacionales    | Goles internacionales                        | Goles internacionales | Goles internacionales | Goles internacionales | Goles internacionales                                   |
| #                     | Fecha                    | Lugar                                        | Rival                 | Gol                   | Resultado             | Competición                                             |
| --------------------- | ------------------------ | -------------------------------------------- | --------------------- | --------------------- | --------------------- | ------------------------------------------------------- |
| 1.                    | 1 de junio de 2012       | Estadio Baba Yara, Kumasi                    | Lesoto                | 5-0                   | 7-0                   | Clasificación para la Copa Mundial de Fútbol de 2014    |
| 2.                    | 8 de septiembre de 2012  | Estadio Accra Sports, Acra                   | Malaui                | 1-0                   | 2-0                   | Clasificación para la Copa Africana de Naciones de 2013 |
| 3.                    | 28 de enero de 2013      | Estadio Nelson Mandela Bay, Puerto Elizabeth | Níger                 | 2-0                   | 3-0                   | Copa Africana de Naciones 2013                          |
| 4.                    | 16 de junio de 2013      | Estadio Setsoto, Maseru                      | Lesoto                | 1-0                   | 2-0                   | Clasificación para la Copa Mundial de Fútbol de 2014    |
| 5.                    | 15 de octubre de 2013    | Estadio Baba Yara, Kumasi                    | Egipto                | 6-1                   | 6-1                   | Clasificación para la Copa Mundial de Fútbol de 2014    |
| 6.                    | 10 de septiembre de 2014 | Estadio de Kégué, Lomé                       | Togo                  | 3-2                   | 3-2                   | Clasificación para la Copa Africana de Naciones de 2015 |
| 7.                    | 1 de febrero de 2015     | Estadio de Malabo, Malabo                    | Guinea                | 1-0                   | 3-0                   | Copa Africana de Naciones 2015                          |
| 8.                    | 1 de febrero de 2015     | Estadio de Malabo, Malabo                    | Guinea                | 3-0                   | 3-0                   | Copa Africana de Naciones 2015                          |
| 9.                    | 14 de junio de 2015      | Estadio Accra Sports, Acra                   | Mauricio              | 1-0                   | 7-1                   | Clasificación para la Copa Africana de Naciones de 2017 |
| 10.                   | 5 de junio de 2016       | Estadio Anjalay, Belle Vue Maurel            | Mauricio              | 2-0                   | 2-0                   | Clasificación para la Copa Africana de Naciones de 2017 |

## Estadísticas

### Clubes
| Club | Div.          | Temporada     | Liga  | Liga  | Copas nacionales(1) | Copas nacionales(1) | Copa de la Liga(2) | Copa de la Liga(2) | Torneos internacionales(3) | Torneos internacionales(3) | Total | Total |
| Club | Div.          | Temporada     | Part. | Goles | Part.               | Goles               | Part.              | Goles              | Part.                      | Goles                      | Part. | Goles |
| --- | ------------- | ------------- | ----- | ----- | ------------------- | ------------------- | ------------------ | ------------------ | -------------------------- | -------------------------- | ----- | ----- |
| Rio Ave F. C. Portugal | 1.ª           | 2011-12       | 27    | 6     | 1                   | 0                   | 2                  | 0                  | —                          | —                          | 30    | 6     |
| F. C. Porto Portugal | 1.ª           | 2012-13       | 17    | 1     | 3                   | 0                   | 1                  | 0                  | 8                          | 0                          | 29    | 1     |
| S. B. V. Vitesse · Países Bajos | 1.ª           | 2013-14       | 28    | 5     | 2                   | 0                   | —                  | —                  | 0                          | 0                          | 30    | 5     |
| Everton F. C. Inglaterra | 1.ª           | 2014-15       | 5     | 0     | 0                   | 0                   | 1                  | 0                  | 7                          | 0                          | 13    | 0     |
| AFC Bournemouth Inglaterra | 1.ª           | 2015-16       | 0     | 0     | 0                   | 0                   | 2                  | 0                  | —                          | —                          | 2     | 0     |
| Málaga C. F. · España | 1.ª           | 2015-16       | 12    | 2     | 0                   | 0                   | —                  | —                  | —                          | —                          | 12    | 2     |
| Newcastle United F. C. Inglaterra | 2.ª           | 2016-17       | 32    | 5     | 0                   | 0                   | 3                  | 0                  | —                          | —                          | 35    | 5     |
| Newcastle United F. C. Inglaterra | 1.ª           | 2017-18       | 28    | 2     | 1                   | 0                   | 0                  | 0                  | —                          | —                          | 29    | 2     |
| Newcastle United F. C. Inglaterra | 1.ª           | 2018-19       | 28    | 1     | 3                   | 0                   | 1                  | 0                  | —                          | —                          | 32    | 1     |
| Newcastle United F. C. Inglaterra | 1.ª           | 2019-20       | 19    | 0     | 4                   | 0                   | 1                  | 0                  | —                          | —                          | 24    | 0     |
| Newcastle United F. C. Inglaterra | 1.ª           | 2020-21       | 0     | 0     | 0                   | 0                   | 1                  | 0                  | —                          | —                          | 1     | 0     |
| Newcastle United F. C. Inglaterra | Total club    | Total club    | 107   | 8     | 8                   | 0                   | 6                  | 0                  | —                          | —                          | 121   | 8     |
| Al-Raed F. C. Arabia Saudita | 1.ª           | 2021-22       | 8     | 0     | 0                   | 0                   | —                  | —                  | —                          | —                          | 8     | 0     |
| Hatayspor Turquía | 1.ª           | 2022-23       | 3     | 1     | 1                   | 0                   | —                  | —                  | —                          | —                          | 4     | 1     |
| Total carrera | Total carrera | Total carrera | 207   | 23    | 15                  | 0                   | 12                 | 0                  | 15                         | 0                          | 249   | 23    |
| (1) Incluye datos de la Copa de Portugal (2011-13), Copa de los Países Bajos (2013-14), FA Cup (2017-20) y Copa de Turquía (2022-23). (2) Incluye datos de la Copa de la Liga de Portugal (2011-13) y Copa de la Liga de Inglaterra (2014-21). (3) Incluye datos de la Liga de Campeones (2012-13) y Liga Europa (2014-15). |               |               |       |       |                     |                     |                    |                    |                            |                            |       |       |

## Palmarés

### Campeonatos nacionales
| Título                | Club                   | País       | Año  |
| --------------------- | ---------------------- | ---------- | ---- |
| Supercopa de Portugal | F. C. Porto            | Portugal   | 2012 |
| Primeira Liga         | F. C. Porto            | Portugal   | 2013 |
| EFL Championship      | Newcastle United F. C. | Inglaterra | 2017 |

### Distinciones individuales
| Distinción                                             | Año  |
| ------------------------------------------------------ | ---- |
| Balón de Oro de la Copa Juvenil de la FIFA /Blue Stars | 2011 |
| Atleta joven del Año                                   | 2011 |
| Jugador del año del S. B. V. Vitesse                   | 2014 |
| Mejor jugador de la Copa Africana de Naciones          | 2015 |
| Equipo del torneo de la Copa Africana de Naciones      | 2015 |
| Gol del torneo de la Copa Africana de Naciones         | 2015 |
| Equipo del torneo de la Copa Africana de Naciones      | 2017 |
| Cyrille Regis Players Award                            | 2018 |

## Vida personal

### Familia
Christian Atsu nació en Ada Foah, en la región de Acra. Era uno de diez hermanos, incluida su hermana melliza, después enfermera, que crecieron en la pobreza extrema con un padre agricultor y pescador a orillas del río Volta. Parte de su educación fue en la Academia de Fútbol Feyenoord en Gomoa Fetteh, en la Ghana central y luego asistió a la Academia de Fútbol de África Occidental en Sogakope. Después se unió al Cheetah FC, un club con sede en Kasoa, del que con diecisiete años pasaría a Oporto.
Atsu era un cristiano devoto que compartía versículos bíblicos en sus redes sociales; descrito en su obituario en The Guardian como "un verdadero cristiano en todos los sentidos de la palabra" participó activamente en actos de caridad y aportaba donaciones a numerosos proyectos de acceso a la educación en su país natal, siendo embajador de Arms Around the Child, una organización de apoyo a niños desfavorecidos; también pagó miles de libras de fianza para liberar a ghaneses encarcelados por robar comida.

### Desaparición y fallecimiento

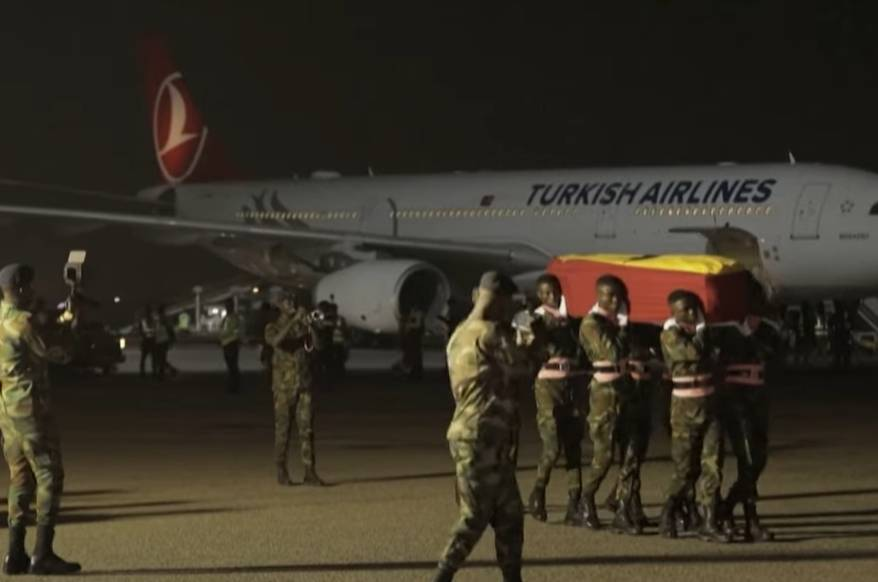
Procesión del funeral de Atsu

Atsu estaba casado con la escritora alemana Marie-Claire Rupio y tenían dos hijos y una hija. Desapareció en el Terremoto de Turquía y Siria de 2023 el lunes 6 de febrero de ese mismo año. El jugador había quedado sepultado entre los escombros de uno de los múltiples edificios que habían colapsado debido al terremoto, la sede del Hatayspor en Antioquía. El jugador tenía previsto tomar un vuelo pocas horas antes del desastre, pero el entrenador del Hatayspor dijo que se quedó con el club para celebrarlo después de marcar el gol de la victoria en un partido el 5 de febrero. 
Al día siguiente, el club anunciaba que el futbolista internacional había sido rescatado con vida, pero se desconocía su situación. Menos de 24 horas después, se negaba esa información, ya que se trataba de otra persona a la que confundieron con Atsu.
El día 18 del mismo mes, fue hallado su cuerpo sin vida, habiendo permanecido sepultado por los escombros durante doce días.